# Hockey Club Asiago 2010-2011
Questa pagina contiene i dati relativi alla stagione hockeystica 2010-2011 della società di hockey su ghiaccio HC Asiago.

## Piazzamento
- Campionato: 1º posto in serie A1 e conquista del terzo scudetto.    (2° in regular season).
- Finalista di Supercoppa Italiana col Renon.
- Coppe europee: Eliminato nel girone semifinale di Continental Cup.

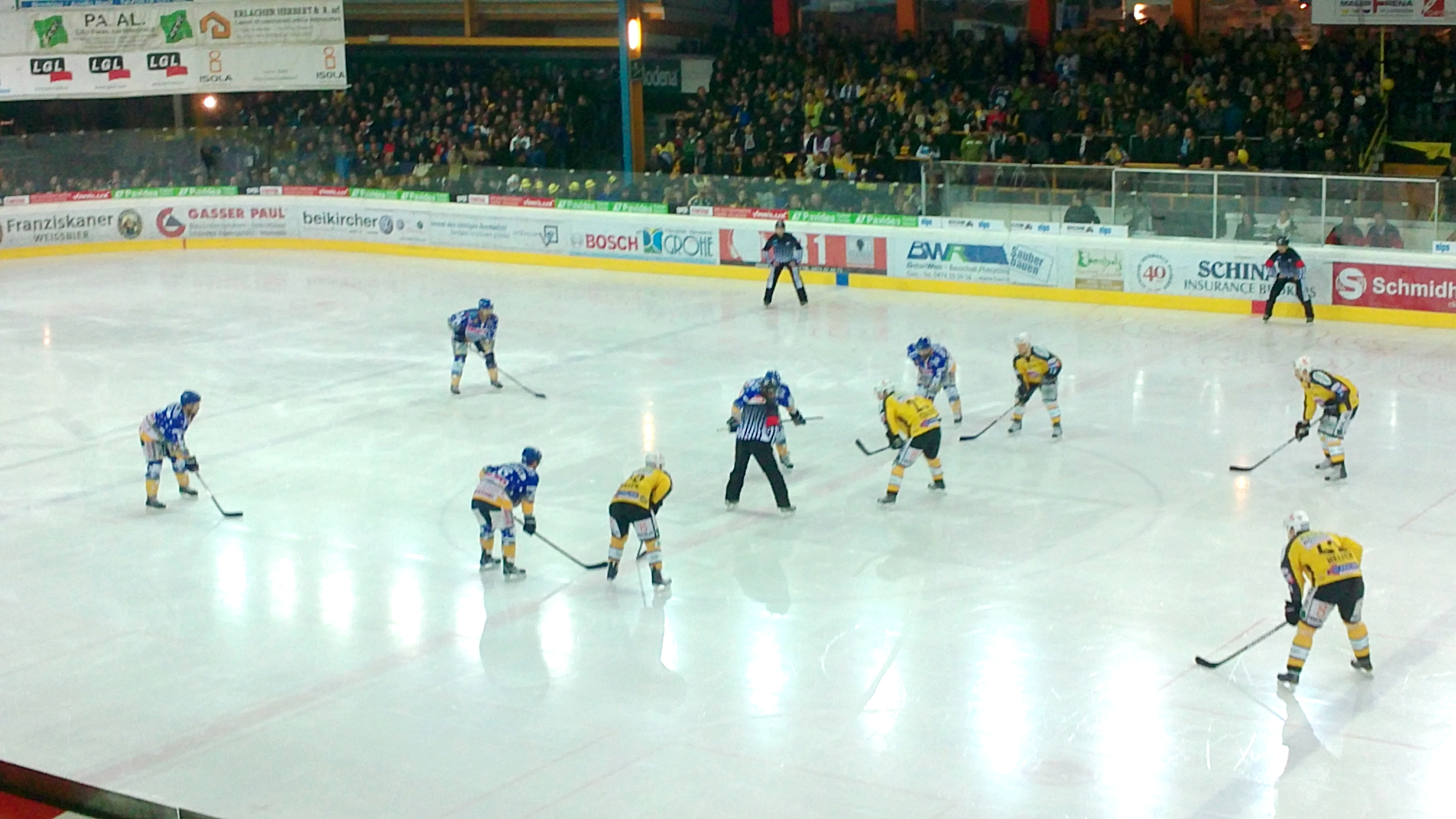
Gara-1 di finale scudetto tra Val Pusteria ed Asiago

## Roster
Portieri
| #  | Naz.                                  | Nome e Cognome     | Trasferimenti   |
| -- | ------------------------------------- | ------------------ | --------------- |
| 30 | Canada (bandiera)                     | Andrew Perugini    |                 |
| 31 | Italia (bandiera)                     | Gianfilippo Pavone |                 |
| 30 | Canada (bandiera) · Italia (bandiera) | Daniel Bellissimo  | dall'11/10/2010 |
| 37 | Italia (bandiera)                     | Edoardo Mantovani  |                 |

Difensori
| #  | Naz.                                       | Nome e Cognome       | Trasferimenti                                 |
| -- | ------------------------------------------ | -------------------- | --------------------------------------------- |
| 7  | Italia (bandiera)                          | Andrea Strazzabosco  |                                               |
| 96 | Italia (bandiera)                          | Michele Strazzabosco |                                               |
| 44 | Canada (bandiera) · Italia (bandiera)      | Nick Plastino        |                                               |
| 86 | Slovenia (bandiera)                        | Sabahudin Kovacevic  | ceduto in prestito all'Alleghe dal 02/12/2010 |
| 60 | Italia (bandiera)                          | Marco Rossi          |                                               |
| 51 | Italia (bandiera)                          | Enrico Miglioranzi   |                                               |
| 19 | Stati Uniti (bandiera) · Italia (bandiera) | Matt De Marchi       |                                               |
| 91 | Italia (bandiera)                          | Andrea Gorza         |                                               |
| 3  | Rep. Ceca (bandiera)                       | Ladislav Benysek     | dal 06/11/2010                                |

Attaccanti
| #  | Naz.                                  | Nome e Cognome     |
| -- | ------------------------------------- | ------------------ |
| 9  | Italia (bandiera)                     | Nicola Tessari     |
| 14 | Italia (bandiera)                     | Matteo Tessari     |
| 27 | Canada (bandiera)                     | Michael Henrich    |
| 42 | Canada (bandiera)                     | Adam Henrich       |
| 8  | Canada (bandiera) · Italia (bandiera) | John Parco         |
| 11 | Italia (bandiera)                     | Mirko Presti       |
| 17 | Canada (bandiera)                     | Ralph Intranuovo   |
| 18 | Canada (bandiera)                     | Layne Ulmer        |
| 55 | Italia (bandiera)                     | Federico Benetti   |
| 78 | Italia (bandiera)                     | Filippo Busa       |
| 10 | Canada (bandiera)                     | Dave Borrelli C    |
| 13 | Italia (bandiera)                     | Michele Stevan     |
| 93 | Stati Uniti (bandiera)                | John Vigilante     |
| ?  | Italia (bandiera)                     | Fabio Lievore      |
| 12 | Italia (bandiera)                     | Ettore Tartaglione |

### Allenatore
- John Harrington Head Coach (esonerato il 05/01/2011, al suo posto dal 06/01/2011 John Parco fino al 14/01/2011 quando sulla panchina asiaghese arriva John Tucker)
- Franco Vellar Assistant Coach

Daniel Bellissimo ha usato lo stesso numero di maglia (30) di Andrew Perugini (di fatto fuori roster dall'arrivo di Bellissimo), analogamente Benysek ha inizialmente usato il numero 86 che fu di Kovacevic.